# Cybocephalus turanicus
Cybocephalus turanicus is een keversoort uit de familie Cybocephalidae. De wetenschappelijke naam van de soort is voor het eerst geldig gepubliceerd in 1968 door Endrödy-Younga.